# Giancarlo Crosta
Giancarlo Crosta, né le 7 août 1934 à Pianello del Lario, en Lombardie et mort le 23 septembre 2024, est un rameur italien, médaillé olympique à Rome en 1960.

## Biographie
Giancarlo Crosta participe aux Jeux olympiques d'été de 1960 dans l'épreuve du quatre sans barreur et remporte la médaille d'argent avec ses coéquipiers Tullio Baraglia, Renato Bosatta et Giuseppe Galante,.

## Palmarès

### Jeux olympiques
- Jeux olympiques de 1960 à Rome,  Italie
  -  Médaille d'argent.